# Вандербілт (Мічиган)
Вандербілт (англ. Vanderbilt) — селище (англ. village) в США, в окрузі Отсего штату Мічиган. Населення — 498 осіб (2020).

## Географія
Вандербілт розташований за координатами 45°8′37″ пн. ш. 84°39′51″ зх. д. / 45.14361° пн. ш. 84.66417° зх. д. (45.143696, -84.664116).  За даними Бюро перепису населення США в 2010 році селище мало площу 2,92 км², уся площа — суходіл.

## Демографія
Згідно з переписом 2010 року, у селищі мешкали 562 особи в 237 домогосподарствах у складі 145 родин. Густота населення становила 193 особи/км².  Було 278 помешкань (95/км²).
Расовий склад населення:
| - 95,6 % — білих - 0,9 % — корінних американців - 0,7 % — чорних або афроамериканців |

До двох чи більше рас належало 2,8 %. Частка іспаномовних становила 0,9 % від усіх жителів.
За віковим діапазоном населення розподілялося таким чином: 21,7 % — особи молодші 18 років, 60,2 % — особи у віці 18—64 років, 18,1 % — особи у віці 65 років та старші. Медіана віку мешканця становила 44,0 року. На 100 осіб жіночої статі у селищі припадало 95,1 чоловіків;  на 100 жінок у віці від 18 років та старших — 98,2 чоловіків також старших 18 років.
Середній дохід на одне домашнє господарство  становив 35 279 доларів США (медіана — 30 000), а середній дохід на одну сім'ю — 40 741 долар (медіана — 31 645). Медіана доходів становила 31 750 доларів для чоловіків та 21 563 долари для жінок. За межею бідності перебувало 28,4 % осіб, у тому числі 65,1 % дітей у віці до 18 років та 10,4 % осіб у віці 65 років та старших.
Цивільне працевлаштоване населення становило 206 осіб. Основні галузі зайнятості: роздрібна торгівля — 30,1 %, виробництво — 24,8 %, мистецтво, розваги та відпочинок — 11,7 %, науковці, спеціалісти, менеджери — 7,3 %.